# یواس‌اس کیتانینگ (وای‌تی‌بی-۷۸۷)
یواس‌اس کیتانینگ (وای‌تی‌بی-۷۸۷) (به انگلیسی: USS Kittanning (YTB-787)) یک کشتی است که طول آن ۱۰۹ فوت (۳۳ متر) می‌باشد. این کشتی در سال ۱۹۶۶ ساخته شد.